# Uropoda japanoorbicularis
Uropoda japanoorbicularis es una especie de arácnido del orden Mesostigmata de la familia Uropodidae.

## Distribución geográfica
Se encuentra la Japón.